# Vol-au-vent

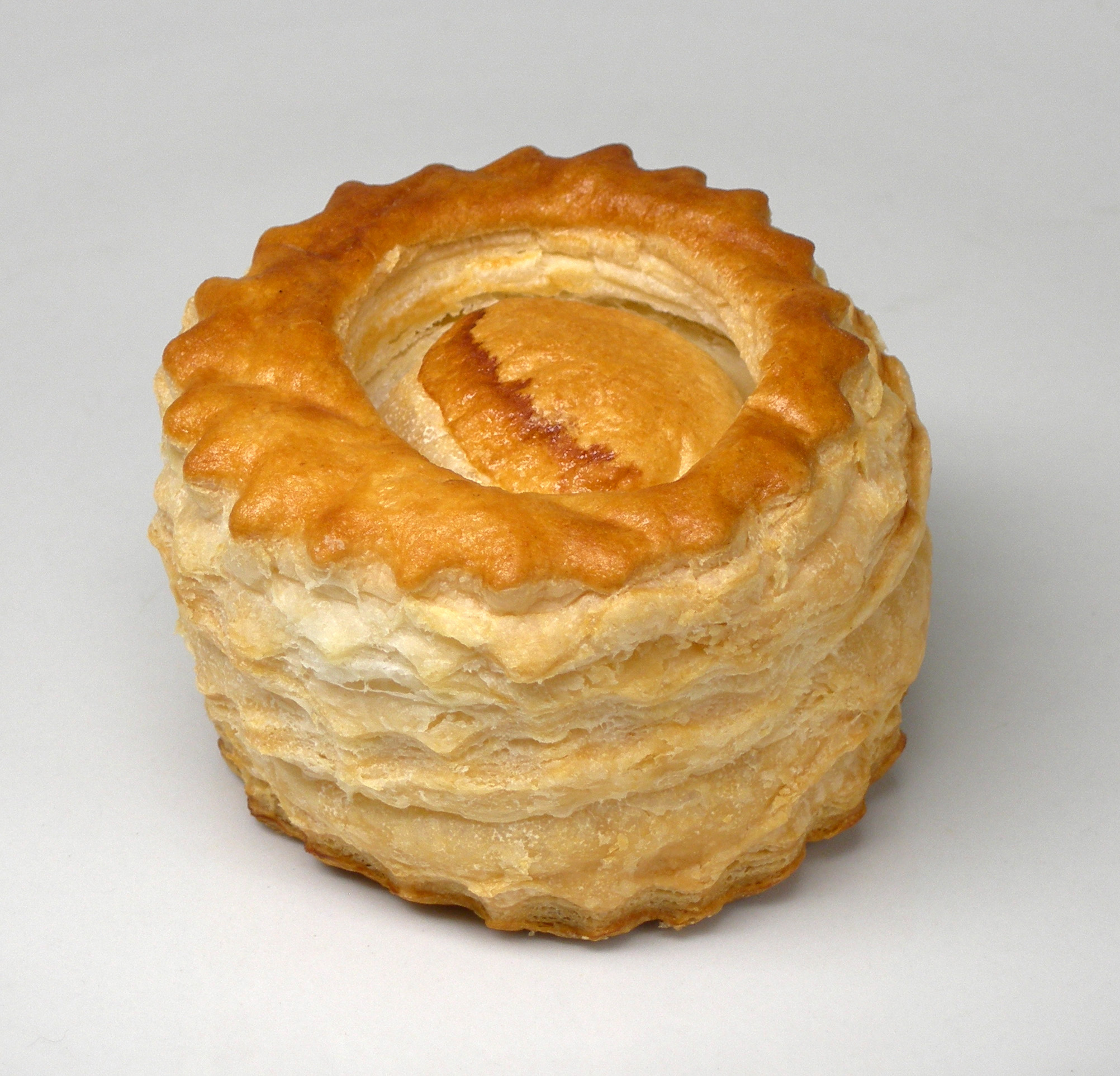
Vol-au-vent

Vol-au-vent je francouzské plněné pečivo z listového těsta. Vol-au-vent znamená ve francouzštině doslova „let ve větru“, což má vyzdvihovat lehkost, nadýchanost a křehkost tohoto pečiva.
Příprava je jednoduchá – z vyváleného listového těsta se vykrojí dvě stejně velká kolečka, doprostřed jednoho z nich se vykrojí menší kolečko popř. jiný tvar tak, aby vznikl jakýsi prstýnek z těsta. Obě kolečka se pak, stejně jako např. u cukroví z lineckého těsta, položí na sebe a upečou se. Upečené koláčky se pak plní slanými i sladkými náplněmi jako např. lososovou pěnou, mletým masem, krevetami, žampiony, ale i smetanovým sýrem, nebo ovocem. Mohou se podávat teplé i studené. 
Autorství receptu i chytlavého názvu této pochoutky bývá připisováno Marie-Antoine Carêmeovi (1784–1833), který je pokládán za jednu z prvních kuchařských celebrit. Recept na „petits gâteaux vole au vent“ však vyšel již v roce 1739 v kuchařce Françoise Marina s názvem Les Dons de Comus, tedy 45 let před narozením M. A. Carêmea.